# ステアリン酸アスコルビル
ステアリン酸アスコルビル（ascorbyl stearate）は、ステアリン酸とアスコルビン酸とのエステルである。L-アスコルビン酸ステアリン酸エステル、ビタミンCステアレートなどの別名が存在する。

## 構造と性質
ステアリン酸アスコルビルの化学式はC24H42O7であり、したがって分子量は442.6 (g/mol)である。常温常圧では、白色から、やや黄色味を帯びた白色の固体として存在する。ステアリン酸とはオクタデカン酸の事であり、つまり、カルボキシ基にヘプタデカンが結合した構造をしている。カルボキシ基は水溶性だが、比較的長い炭化水素鎖であるヘプタデカンは脂溶性であり、分子全体で見るとステアリン酸は脂溶性を示す。もう一方のアスコルビン酸は水溶性だが、アスコルビン酸が持つ水酸基の1つに、ステアリン酸が持つカルボキシ基がエステル結合した構造をしているため、ステアリン酸アスコルビルは脂溶性を示し、ほとんど水には溶解しない。しかし、エタノールには溶解し易く、また、ピーナッツ油には0.09パーセントの濃度で、綿実油には0.05パーセントの濃度で溶解させられる。

## 食品添加物
アスコルビン酸には水溶性の酸化防止剤としての用途もあるわけだが、ステアリン酸アスコルビルは、脂溶性の酸化防止剤の1種として食品添加物として用いられる。これはステアリン酸がエステル結合しているアスコルビン酸の水酸基が、アスコルビン酸の酸化され易い箇所との関係性が薄いため、エステルの加水分解を受けずにステアリン酸アスコルビルのままで酸化防止剤として作用できるためである。ただし、アスコルビン酸と比べると、ステアリン酸アスコルビルは酸素に対して安定である。これは、酸化防止剤としての能力で見ると、アスコルビン酸には劣る事を意味する。しかしながら、アスコルビン酸と比べると、ステアリン酸アスコルビルは光に対しても安定であるなど、利点も有する。E番号305を持ち、EUやアメリカ合衆国や日本などでは、食品添加物としての利用が認められている。例えば、マーガリン、チーズ、アイスクリーム、食肉加工製品、魚肉加工製品、ピーナッツバターなど、油分を含む食品の酸化防止剤として添加される。ただし、アメリカ合衆国農務省は、その使用濃度を0.02パーセント以下に制限するなど、規制が存在する場合も有る。なお、単に栄養強化剤として、ビタミンC源として用いる場合も有る。

## 毒性
ステアリン酸アスコルビルの毒性は極めて低く、マウスに対して経口投与した場合のLD50は、25 (g/kg)である。さらに、マウスに対して6ヶ月間にわたって1日当たり2 (g/kg)を経口投与し続けても、マウスに悪影響は出なかった。